# 니키 지링
니키 지어링(Nikki Ziering, 영어 발음: /ˈzɪərɪŋ/, 1971년 8월 9일 ~ )은 미국의 모델 및 배우이다.

## 출연 작품
- 아메리칸 하이 스쿨 (2009)
- 스탠딩 스틸 (2005, Standing Still)
- 골드 디거스 (2004)
- 리턴 오브 더 배트케이브 (2003)
- 아메리칸 파이 3: 아메리칸 웨딩 (2003)
- 못말리는 이혼녀 (2002)
- 오스틴 파워: 골드멤버 (2002)
- 마이크 해머, 프라이빗 아이 (1997)
- 플레이보이: 바이커 베이비스, 핫 휠즈 앤 하이 힐즈 (1997)